# Circuit's Edge
Circuit's Edge est un jeu vidéo de fiction interactive et de rôle développé par Westwood Associates et publié par Infocom sur DOS en 1990. Le jeu se déroule dans un futur hypothétique dans lequel le joueur incarne un détective privé, Marîd Audran, devant enquêter sur un meurtre dans le "Budayeen", un quartier malfamé d’une ville fictive du Moyen-Orient. Le jeu mélange des éléments de fiction interactive et de jeu de rôle,.